# Décembre 1848
Cette page présente les faits marquants du mois de décembre 1848.

## Événements
- Le général autrichien Windischgrätz entre en Hongrie, atteint Györ, puis Budapest le 31 décembre.
- De décembre 1848 à l’été 1849, trois expéditions de volontaires slovaques armés sont envoyées en Slovaquie. Elle s’opposent au gouvernement révolutionnaire hongrois qui refuse de reconnaître les autres nationalités jusqu’au 28 juillet 1849.

- 2 décembre : en Autriche, Ferdinand Ier d'Autriche abdique. Début du règne de François-Joseph, empereur d'Autriche, choisi par l’aristocratie conservatrice et l’armée (fin en 1916).

- 5 décembre : dissolution de l'Assemblée constituante en Prusse. Le comte de Brandebourg et Manteuffel forment un gouvernement réactionnaire.
  - Échec de la révolution allemande pour l'unité et la liberté (fin en 1850). Après cet échec, de nombreux Juifs émigrent vers l’Amérique.

- 6 décembre : Manuel Isidoro Belzu Humerez devient le dixième Président de la République de Bolivie.

- 9 décembre, France : à la suite d'un article de L’Événement et malgré les démentis de Victor Hugo, le commissaire de police de l'Assemblée fait prévenir le poète qu'il doit veiller à sa sécurité. Si Cavaignac tente un coup de force, Victor Hugo sera enlevé.

- 10 décembre, France : élection de Louis Napoléon Bonaparte (parti de l’ordre) comme président de la République avec plus de 5,4 millions de voix ; Cavaignac ne recueille que 1,4 million de voix. Les scores du général Changarnier, de Ledru-Rollin et Lamartine sont négligeables (fin en 1852).
  - Tocqueville, qui soutient Cavaignac, refuse de conserver son poste de médiateur pour la conférence de Bruxelles et songe un moment à démissionner de l'Assemblée. Beaumont quitte également l'ambassade de France à Londres.

- 15 décembre : au Piémont, où l'on reproche à Charles-Albert d’avoir privilégié les intérêts dynastiques aux intérêts italiens et d’avoir mené une guerre désastreuse, Gioberti forme un gouvernement avec le démocrate Rattazzi à l’Intérieur. Son programme : obtenir l’indépendance de l’Italie par les armes dès que les circonstances le permettront, former une confédération, élever le niveau des classes les plus défavorisées.

- 20 décembre :
  - France : Louis-Napoléon Bonaparte est proclamé officiellement président de la République et prête serment devant l'Assemblée. Après avoir juré « de rester fidèle à la République démocratique, une et indivisible et de remplir tous les devoirs que [lui] impose la Constitution », il forme un cabinet conservateur présidé par Odilon Barrot avec Alfred de Falloux à l'Instruction publique (fin en octobre 1849). Déjà commandant de la garde nationale de la Seine, Changarnier, malgré ou en raison de sa ferveur légitimiste, est nommé commandant de la division militaire de Paris et commandant de la garde nationale mobile;
  - La Réunion : proclamation de l'abolition de l'esclavage par Joseph Napoléon Sébastien Sarda Garriga.
  - France : inauguration de la section de ligne de Tours à Saumur par la Compagnie du chemin de fer de Tours à Nantes.

- 22 décembre, France : L’Événement se dit déçu par le cabinet proposé par le Président.

- 23 décembre, France : Victor Hugo est invité à l'Élysée. Premier diner organisé par Louis-Napoléon Bonaparte.

- 26 décembre, France : le ministère Odilon Barrot se présente devant l'Assemblée.

- 30 décembre : au Piémont, les mazziniens, plus radicaux, sont victorieux à la Chambre. Ils veulent une reprise immédiate de la guerre et la création d’une Italie une et indivisible. Gioberti doit démissionner (21 février 1849).

## Naissances
- 6 décembre : Johann Palisa (mort en 1925), astronome autrichien.
- 19 décembre : Théophile Homolle (mort en 1925), helléniste, archéologue et administrateur français.

## Décès
- 18 décembre : Bernard Bolzano (né en 1781), mathématicien bohémien, de langue allemande.
- 19 décembre : Emily Brontë, poète et romancière britannique (° 1818).
- 31 décembre : Gottfried Hermann, 74 ans, philologue allemand (° 28 novembre 1772).